# Giuseppe Volpi (atleta)
Giuseppe Volpi (nascido em 13 de maio de 1908, data de falecimento desconhecida) foi um marinheiro italiano. Ele competiu nos 6 metros mistos nos Jogos Olímpicos de Verão de 1936.